# Măceșu de Sus
Măceşu de Sus es una comuna ubicada en el distrito de Dolj, Rumania.

## Superficie
Posee una superficie de 36,20 kilómetros cuadrados.

## Demografía
Hasta 2021 la población era de 1088 habitantes, con una densidad de población de 30,06 habitantes por kilómetro cuadrado.